# Lesbos
Lesbos (gr. Λέσβος, Leswos; starogr. Lésbos) – grecka wyspa w północno-wschodniej części Morza Egejskiego, u wybrzeża Turcji, w administracji zdecentralizowanej Wyspy Egejskie, w regionie Wyspy Egejskie Północne. Wraz z pobliskimi bezludnymi wysepkami tworzy jednostkę regionalną Lesbos i gminę Lesbos. W 2011 roku liczyła 86 436 mieszkańców.
Wyspa położona jest w Azji (na azjatyckim szelfie kontynentalnym) u wybrzeży Turcji, od Azji Mniejszej oddzielają ją cieśniny Muzelim na północy i Mitilini na wschodzie. Charakteryzuje się dobrze rozwiniętą linią brzegową. W południowo-zachodnie wybrzeże wcina się zatoka Kaloni, zaś w południowo-wschodnie zatoka Jeras. Powierzchnia wyspy jest górzysta (wysokość do 968 m). Stolicą i największym miastem wyspy jest Mitylena.
Osobliwością geologiczną i turystyczną jest tzw. Skamieniały Las, należący do światowej i europejskiej sieci geoparków.

## Nazwa
W czasach prehistorycznych wyspa miała wiele nazw, takich jak Imerti (szukana), Lassia (zalesiona), Aiyeria (miejsce opalonych ludzi), Aithiope (wysuszona słońcem) i Makkaria, wywodząca się od mitycznego założyciela rasy Makarasa, syna słońca, który przybył na wyspę i został dobrze przyjęty przez mieszkańców. Podczas jego panowania powstało pięć miast: Mytilini, Issa, Antissa, Mithymna i Avrisi, których nazwy pochodzą od córek Makarasa i Erressos – od imienia syna. Sama nazwa Lesbos miała zaczerpnąć swą nazwę od szwagra Makarasa, Lesbosa. Inne przekazy mówią, że nazwa wyspy pochodzi od nazwy starożytnego miasta Lesbos na wyspie. Inna teoria mówi, że nazwa ma związek z położeniem.

## Historia

### Początki mitologiczne
Wyspa jest wymieniona w poematach Homera. Tu we wczesnych latach wojny trojańskiej miał walczyć Odyseusz. Wyspa była wielokrotnie atakowana przez Achillesa. Tu miało dojść do pojmania Bryzejdy. Homer wzmiankuje, że siedem kobiet, które Agamemnon miał oferować Achillesowi, pochodziło z Lesbos i urodą przewyższało inne kobiety.

### Prehistoria
Wykopaliska archeologiczne wskazują, że wyspa była zamieszkana co najmniej od czasu neolitu. Podczas epoki brązu cywilizacja na wyspie była zaawansowana. Wykopaliska prowadzone w latach trzydziestych XX w. przez Winifreda Lamba odsłoniły małe miasta. Badania wykazały, że cywilizacja na Lesbos rozwijała się podobnie do trojańskiej i mykeńskiej; bliskość Troi umożliwiała wpływ kultury z tej wyspy. W roku 1507 p.n.e. Lesbos została skolonizowana przez Pelazgów, a w latach 1393–1184 rządzili na niej Achajowie. W latach 1100–1000 wyspę zamieszkiwali Eolowie, którzy wykształcili język i kulturę wyspy. Mieszkańcy Lesbos prowadzili kolonizację na wybrzeżach Azji Mniejszej. Ich morskie podboje doprowadzały do konfliktów z Atenami.

### Starożytność

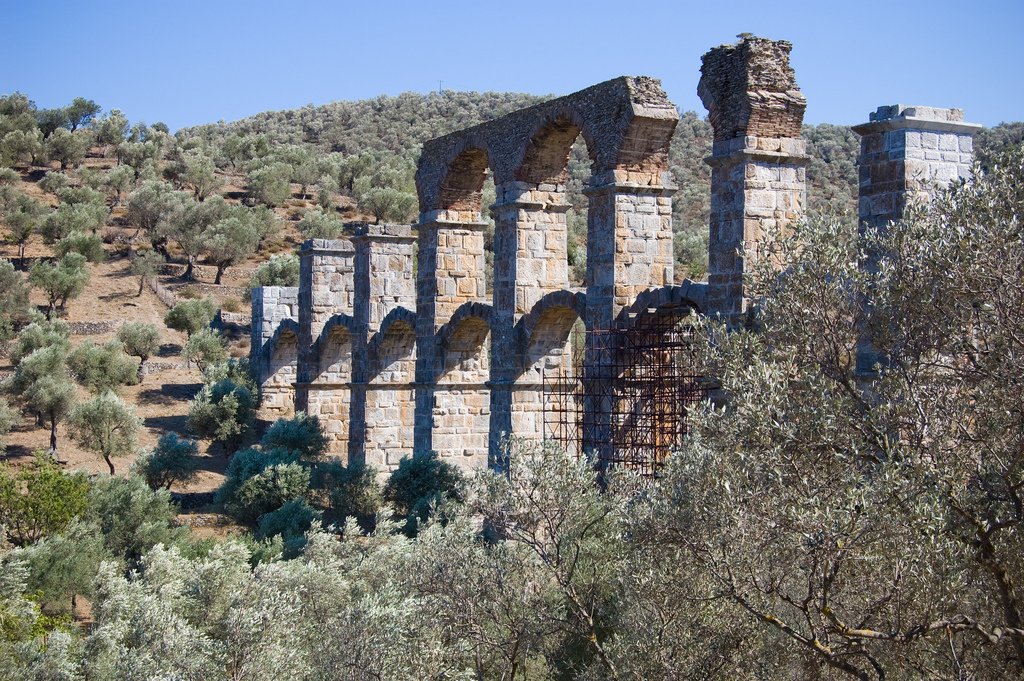
Akwedukt z czasów rzymskich

Na Lesbos, prawdopodobnie w Mitylenie lub Eresos, urodziła się Safona. Po podbiciu państwa Lidia przez Persów w r. 456 p.n.e., przejęli oni również władzę nad wyspą Lesbos. Wyspa brała również udział w kampanii przeciw Egiptowi w r. 527 p.n.e. i w r. 513 przeciwko Scytom. W r. 499 Lesbos przyłączyła się do powstania jońskiego przeciwko Persom i w r. 492 została przejęta przez Persów. Po bitwie pod Mykale wydostała się spod panowania perskiego. Wkład w rozwój wyspy ma Arystoteles. Po śmierci Platona przeprowadził się do Assos, miasta oddalonego od Lesbos o 10 km. Z pomocą innych filozofów, m.in. Ksenokratesa założył szkołę filozoficzną, ożenił się z Pytią i przeprowadził się na Lesbos, gdzie mieszkał ok. 3 lata. Tam miał się zająć m.in. zoologią, którą opisał następnie w swych pracach. Po bitwie nad Granikiem, Mitylenczycy zlikwidowali oligarchię i zawarli przymierze z Aleksandrem Wielkim. Po śmierci Aleksandra wyspa najpierw znalazła się pod panowaniem Egiptu, a w r. 88 p.n.e. została podbita przez Rzymian.
Rzymianie pokonali króla Mirtiadesa, a następnie zniszczyli Mitylenę, miasta chwalonego w swych przemowach przez Cycerona i dokonali rzezi mieszkańców. W r. 62 p.n.e. Mityleńczycy zawarli przymierze z Pompejanami, których uczcili organizując igrzyska sławiące ich militarne wyczyny. Pompejanie przyznali Mityleńczykom pewną autonomię oraz zyskali prawa obywateli rzymskich. Podczas panowania rzymskiego wyspa była miejscem zesłania tych, którzy popadli w niełaskę. Lesbos odwiedził w r. 52 n.e. Paweł z Tarsu.

### Średniowiecze i czasy nowożytne
Po podziale imperium Lesbos znalazła się w Imperium Bizantyńskim. W tym okresie wyspa została zaniedbana, dalej służąc zesłaniom. Była również celem ataków Saracenów, Słowian, Wenecjan i krzyżowców. W r. 1354 Lesbos została przekazana Francesco Gattelusiemu, który działał na korzyść mieszkańców i wspierał literaturę, sztukę i handel. W r. 1373 odnowił twierdzę mityleńską. W r. 1401 Mitylena i część wyspy zostały zniszczone przez trzęsienie ziemi, a Gattelusi został zabity, gdy obsunęła się na niego ściana zamku. W r. 1445 Lesbos została zaatakowana przez Bułgarów, którzy zniszczyli miasto Kaloni. W r. 1462, po silnym oporze wyspa przeszła pod panowanie Turków, pod którym się znajdowała do pierwszej wojny bałkańskiej w r. 1912.

## Współczesność

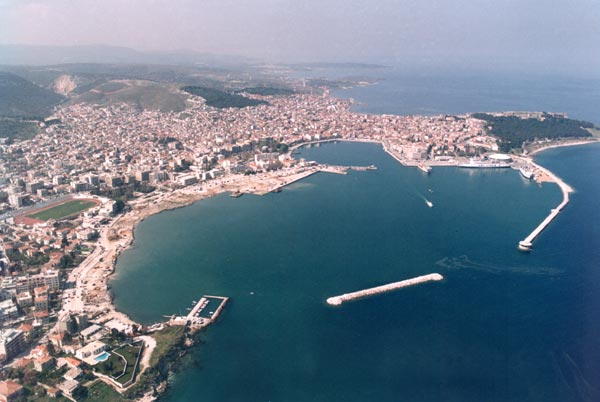
Mitylena

Od lat 70. XX w. wyspa jest miejscem spotkań i wypoczynku lesbijek, co ma związek ze starogrecką poetką Safoną, od której twórczości i miłości do tej samej płci wzięła nazwę miłość lesbijska. Część mieszkańców wyspy stara się o zakaz używania nazwy wyspy w tym kontekście przez grecką społeczność LGBT (OLKE). Ich zdaniem użycie nazwy wyspy w tym kontekście jest zniesławiające, a mieszkańcy doznają „gwałtu moralnego”.
W 2016 wyspa, z powodu swej bliskości do Turcji, znalazła się na szlaku wędrówek uchodźców do Europy. Na Lesbos powstało kilka obozów dla uchodźców i centrów wsparcia. W opinii organizacji Lekarze bez Granic obozy na Lesbos nie miały odpowiednich warunków dla odpowiedniej opieki nad uchodźcami.

## Klimat
| Dane klimatyczne dla Mityleny           | Dane klimatyczne dla Mityleny | Dane klimatyczne dla Mityleny | Dane klimatyczne dla Mityleny | Dane klimatyczne dla Mityleny | Dane klimatyczne dla Mityleny | Dane klimatyczne dla Mityleny | Dane klimatyczne dla Mityleny | Dane klimatyczne dla Mityleny | Dane klimatyczne dla Mityleny | Dane klimatyczne dla Mityleny | Dane klimatyczne dla Mityleny | Dane klimatyczne dla Mityleny | Dane klimatyczne dla Mityleny |
| Miesiąc                                 | Styczeń                       | Luty                          | Marzec                        | Kwiecień                      | Maj                           | Czerwiec                      | Lipiec                        | Sierpień                      | Wrzesień                      | Październik                   | Listopad                      | Grudzień                      | Rok                           |
| --------------------------------------- | ----------------------------- | ----------------------------- | ----------------------------- | ----------------------------- | ----------------------------- | ----------------------------- | ----------------------------- | ----------------------------- | ----------------------------- | ----------------------------- | ----------------------------- | ----------------------------- | ----------------------------- |
| Najwyższa odnotowana temperatura (w °C) | 20.2                          | 21.3                          | 28.0                          | 31.0                          | 35.0                          | 40.0                          | 39.5                          | 38.2                          | 36.2                          | 30.8                          | 27.0                          | 22.5                          | 40.0                          |
| Średnia temperatura w dzień (w °C)      | 12.1                          | 12.6                          | 14.6                          | 19.0                          | 23.9                          | 28.5                          | 30.4                          | 30.2                          | 26.7                          | 21.7                          | 17.2                          | 13.8                          | 20.9                          |
| Średnia dobowa (w °C)                   | 9.5                           | 9.9                           | 11.6                          | 15.6                          | 20.2                          | 24.7                          | 26.6                          | 26.1                          | 22.9                          | 18.5                          | 14.3                          | 11.3                          | 17.6                          |
| Średnia temperatura w nocy (w °C)       | 6.7                           | 7.0                           | 8.0                           | 11.2                          | 15.2                          | 19.3                          | 21.6                          | 21.4                          | 18.5                          | 14.8                          | 11.4                          | 8.7                           | 13.7                          |
| Najniższa odnotowana temperatura (w °C) | −4.4                          | −3.0                          | −1.2                          | 4.0                           | 8.4                           | 11.0                          | 15.8                          | 16.3                          | 10.9                          | 5.2                           | 1.4                           | −1.4                          | −4.4                          |
| Średnia opadów w miesiącu (w mm)        | 129.9                         | 97.2                          | 75.1                          | 46.8                          | 21.2                          | 6.0                           | 2.3                           | 4.1                           | 10.7                          | 38.2                          | 93.7                          | 145.4                         | 670.6                         |
| Średnia liczba dni z opadami (≥ 1.0 mm) | 9.0                           | 8.1                           | 6.5                           | 4.8                           | 2.7                           | 0.8                           | 0.4                           | 0.4                           | 1.3                           | 3.3                           | 6.8                           | 10.0                          | 54.1                          |
| Średnia wilgotność względna (w %)       | 71.0                          | 69.8                          | 57.5                          | 63.9                          | 62.6                          | 57.3                          | 56.0                          | 57.4                          | 59.5                          | 66.1                          | 71.0                          | 72.0                          | 64.5                          |